# بوجس أدورنادو
بوجس أدورنادو (بالتاغالوغية: Bogs Adornado) مواليد 26 مايو 1951، هو مدرب كرة سلة فلبيني ولاعب معتزل. بدأ مسيرته الاحترافية في سنة 1970. يبلغ طوله 6 قدم 1 بوصة (1.9 م). مثّل منتخب بلاده. حقق المركز الأول في بطولة أمم آسيا لكرة السلة 1973. اعتزل اللعب في 1987.

## سجل المنافسة
شارك في المنافسات التالية:
- بطولة أمم آسيا لكرة السلة 1973
- الألعاب الأولمبية الصيفية 1972

## الميداليات
| الميدالية | المسابقة                       |
| --------- | ------------------------------ |
| ذهبية     | بطولة أمم آسيا لكرة السلة 1973 |

## روابط خارجية
- بوجس أدورنادو على موقع الاتحاد الدولي لكرة السلة (الإنجليزية)
- بوجس أدورنادو على موقع سبورتس رفرنس (الإنجليزية)
- بوجس أدورنادو على موقع أوليمبيديا (الإنجليزية)